# Энгельгардт, Григорий Григорьевич
Григорий Григорьевич Энгельгардт (нем. Gotthard Gerhard von Engelhardt; 9 апреля 1759, Курляндская губерния — 21 февраля [5 марта] 1833, Кустовичи, Гродненская губерния) — генерал-лейтенант в отставке, отличившийся в войнах с Наполеоном.

## Биография
Родился 9 апреля 1758 года (или в 1759 году) в дворянской семье. Его отец, Герхард Михаэль фон Энгельгардт (1734—1813), был полковником прусской службы, а затем курляндским помещиком. Затем в семье родился ещё один сын — Георг.
Службу начал каптенармусом 6 мая 1776 года в лейб-гвардии Измайловском полку. Прослужив нижним чином три года, он сначала перевёлся поручиком в Невский мушкетерский полк, а затем в чине капитана в 1783 году перешёл в Рязанский полк. В 1785 году был посвящён в масоны в ложе «Орфея», существовавшей при указанном полку и которой руководил О. А. Поздеев.
В 1789 году он принял участие в шведской кампании, ранен пулями в грудь и в правое бедро; 5 июня 1789 года за отличие был произведён в секунд-майоры, а 23 апреля 1790 года за доставленные в Петербург известия о победе получил чин премьер-майора.
С 26 октября 1798 года — полковник, а двумя годами позднее был удостоен чина генерал-майора и 15 марта 1800 года стал шефом Староингерманландского мушкетерского полка.
Принимал участие в войнах третьей и четвёртой коалиций. Участник сражения при Аустерлице, контужен в левый бок. В 1807 году участвовал в сражениях при Прейсиш-Эйлау (контужен в правую ногу), Гейльсберге, Фридланде (получил два пулевых ранения и две контузии).
С 1808 года находился в Молдавии и Валахии, где участвовал в Русско-турецкой войне 1806—1812 годов
Во время Отечественной войны 1812 года командовал 2-й бригадой 8-й пехотной дивизии, участвовал в боях с поляками и австрийцами на Волыни и в преследовании отступавшего неприятеля от Луцка до Волковыска. Затем сражался с французами под Горностаевичами, Волковыском и Каменцем-Журавским.
Затем был в заграничном походе русской армии. В декабре 1812 года формировал легионы из военнопленных. В 1813 году сражался под Кунцесдорфом и Бауценом — ранен пулей в левую ногу и бок.
В 1815 году принимал участие во втором походе во Францию, будучи командиром 1-й бригады 8-й пехотной дивизии, после чего недолго командовал 3-й бригадой 23-й пехотной дивизии; 28 февраля 1816 года по прошению был уволен от службы «за ранами» с чином генерал-лейтенанта.
После отставки жил в Гродненской губернии и умер 21 февраля (5 марта) 1833 года в Кустовичах.
Был женат был на Акулине Степановне Гладковой.

## Награды
Военные заслуги Г. Г. Энгельгардта были отмечены орденами: Св. Владимира 2-й и 3-й ст., Св. Анны 1-й ст. и алмазными знаками этого ордена, Св. Георгия 3-й ст. (20.05.1808), прусским орденом Красного Орла 2-й ст. и золотой шпагой с надписью «за храбрость», украшенной алмазами.